# Žofínská hornatina
Žofínská hornatina je geomorfologický okrsek v Novohradských horách s plochou 107,36 km² tvořený hlavně žulami a granodiority, převážně zalesněný komplexem smrkových porostů. Nejvyšším bodem je Kamenec s nadmořskou výškou 1073 m.

## Vrcholy
- Kamenec 1073 m
- Myslivna 1040 m
- Vysoká 1034 m
- Janský vrch 994 m
- Lovčí hřbet 985 m
- Kolářův vrch 983 m
- Kraví hora 962 m
- Jelení hřbet 959 m
- Kobylí hora 956 m
- Pastvina 951 m
- Vyhlídka 949 m
- Jelení hora 949 m
- Stříbrný vrch 941 m
- Pivonický vrch 933 m
- Kuní hora 926 m
- Smrčina 912 m
- Lužnický vrch 907 m
- Točník 904 m
- Kobylí vrch 904 m